# Agostino (film, 1962)
Pour les articles homonymes, voir Agostino.
Pour plus de détails, voir Fiche technique et Distribution.
Agostino est un film italien réalisé par Mauro Bolognini en 1962 d'après le roman Agostino d'Alberto Moravia, paru en 1944.

## Synopsis
Agostino, jeune garçon de 13 ans, éprouve une passion à la limite de l'inceste envers sa mère. Ils passent ensemble un mois de vacances à Venise. Renzo, l'amant de circonstance de sa mère, bouleverse la vie affective du jeune garçon qui la pensait inaccessible au désir et tout à lui. Le garçon, par défi, se lie avec une bande de ragazzi, gamins de la lagune, livrés à eux-mêmes, et qui ont pour chef un homme qui est attiré par Agostino. Cela provoque une forte jalousie du jeune amant de l'homme et entraîne les moqueries des garçons de la bande. Cet été sera pour Agostino un passage de l'enfance à l'adolescence et une perte de ses illusions.

## Fiche technique
- Titre : Agostino
- Réalisation : Mauro Bolognini
- Scénario : Mauro Bolognini, Goffredo Parise d'après le roman d'Alberto Moravia
- Production : Luigi Rovere
- Musique originale : Carlo Rustichelli
- Image : Aldo Tonti
- Montage : Nino Baragli
- Décors : Mario Chiari
- Costumes : Mario Chiari
- Pays d'origine :  Italie
- Format : Noir et Blanc
- Durée	: 100 minutes

- Dates de sortie : 1962

## Distribution
- Paolo Colombo : Agostino
- John Saxon : Renzo
- Ingrid Thulin : la mère d'Agostino